# Locomotiva FS 825
Le locomotive a vapore gruppo 825 erano un gruppo di locomotive costruite per la Rete Mediterranea e per la Rete Sicula che le Ferrovie dello Stato riunirono nel gruppo 825.

## Storia
Le 12 locomotive del gruppo vennero acquisite dalle FS in seguito all'unificazione e nazionalizzazione delle ferrovie, tra il 1905 e il 1906, e immatricolate prima come gruppo 826 e successivamente come gruppo 825. Erano state commissionate, sulla base di un progetto comune, dalla Società per le Strade Ferrate Calabro-Sicule, la precedente società esercente le ferrovie sicule (poi Rete Sicula e calabresi (poi parte della Rete Mediterranea, per l'uso in servizi ferroviari non troppo impegnativi. Le 4 macchine poi della Mediterranea costruite a Parigi vennero consegnate nel 1870, mentre le restanti 8 per la Sicula furono consegnate tra il 1876 e il 1877 dalla fabbrica Henschel & Sohn di Cassel. Si distinguevano per pochi particolari.

## Caratteristiche tecniche
Le locomotive del gruppo FS 825 erano delle macchine a tre assi accoppiati, a 2 cilindri esterni, a vapore saturo e a semplice espansione. 
Vennero costruite in due versioni nel numero totale di 12 unità con poche varianti tra l'una e l'altra. Il primo gruppo di 4 locomotive che venne poi impiegato dalla Rete Mediterranea, immatricolato come RM 6501-6504, aveva un peso in servizio di 32.000 kg, con le scorte di 3.450 litri d'acqua e 1.700 kg di carbone. La versione ereditata dalla Rete Sicula, RS 351-358, in ragione della difficoltà maggiore di approvvigionamento di acqua, ne prevedeva 4.400 litri, cui faceva riscontro un minore quantitativo di carbone, 900 kg, allo scopo di non aumentare troppo il peso assiale della macchina. La velocità massima raggiungibile era di 40 km/h, sufficienti per le linee su cui facevano servizio. Una curiosità era lo sportellino sul fumaiolo che, a macchina in sosta, diminuiva il tiraggio naturale, riducendo il consumo di prezioso e costoso carbone.